# 송오현
송오현은 대한민국의 교육인이다.

## DYB
송오현은 DYB최선어학원의 대표 이사이다. 처음에 DYB는 작은 학원에서 시작했지만, 시간이 지나면서 점점 그 규모가 커졌고, 지금은 대한민국에 11개, 베트남에 1개의 캠퍼스가 있다. DYB최선어학원 외에도 파르테논, 랜퍼스, CREO,  마타수학(DYB선수학)도 개원한 상태이다.

## 같이 보기
- 청담어학원